# Martha Wentworth
Martha Wentworth est une actrice américaine, née le 2 juin 1889 à New York (État de New York), morte le 8 mars 1974 à Sherman Oaks (Californie, États-Unis).

## Filmographie
- 1935 : Qui a tué le rouge-gorge ? (Who Killed Cock Robin?) de David Hand : Jenny Wren (voix)
- 1936 : Fou de jazz (I Love to Singa) : Mother (voix)
- 1940 : La Valse dans l'ombre (Waterloo Bridge) : Tart on bridge at the end
- 1940 : Wildcat Bus : Mrs. Waters
- 1941 : Bowery Blitzkrieg (en) de Wallace Fox : Mrs. Brady
- 1941 : Docteur Jekyll et M. Hyde (Dr. Jekyll and Mr. Hyde) : Landlady
- 1942 : Les aventures de Martin Eden (en) (The Adventures of Martin Eden) de Sidney Salkow : Old floozie
- 1943 : Clancy Street Boys : Mrs. Molly McGinnis
- 1944 : Strange Affair (en) d'Alfred E. Green : Proprietress
- 1945 : Le Lys de Brooklyn (A Tree Grows in Brooklyn) : mère de Sheila
- 1945 : Crime passionnel (Fallen Angel) : Hotel Maid
- 1945 : L'Aventure (Adventure) : Woman
- 1946 : Le Criminel (The Stranger) : Sara
- 1946 : Santa Fe Uprising : The Duchess
- 1946 : Stagecoach to Denver : The Duchess (Red's Aunt)
- 1947 : Vigilantes of Boomtown : Duchess Wentworth
- 1947 : Homesteaders of Paradise Valley : The Duchess
- 1947 : Oregon Trail Scouts : The Duchess
- 1947 : The Rustlers of Devil's Canyon : The Duchess
- 1947 : Marshal of Cripple Creek : duchesse Wentworth
- 1951 : Nid d'amour (Love Nest) : Mrs. Thompson
- 1952 : Young Man with Ideas : Mrs. Hammerty
- 1952 : La Sarabande des pantins (O. Henry's Full House) : Mrs. O'Brien (The Last Leaf)
- 1952 : You for Me (en) de Don Weis : Lucille's Mother
- 1953 : Le Clown : Neighbor
- 1953 : One Girl's Confession : Old Lady
- 1954 : She Couldn't Say No : Mrs. Holbert
- 1954 : Dans les bas-fonds de Chicago (The Human Jungle) de Joseph M. Newman : Marcy, Janitress
- 1955 : La Chérie de Jupiter (Jupiter's Darling) : Widow Titus
- 1955 : Graine de violence (Blackboard Jungle) : Mrs. Brophy
- 1955 : Artistes et Modèles (Artists and Models) : la grosse dame
- 1955 : Bonjour Miss Dove (Good Morning, Miss Dove) : Grandmother Holloway
- 1955 : L'Homme au bras d'or (The Man with the Golden Arm) : Vangie
- 1956 : Rock Around the Clock : Hartford prom chaperone
- 1956 : The Desperados Are in Town : Mrs. Tawson
- 1957 : Monkey on My Back d'Edward Small : Landlady
- 1957 : La Fille du Docteur Jekyll (Daughter of Dr. Jekyll) : Mrs. Merchant
- 1959 : Go, Johnny, Go!
- 1960 : The Beatniks : Nadine (Iris' Mother)
- 1961 : Les 101 Dalmatiens (One Hundred and One Dalmatians) : Nanny / Queenie / Lucy (voix)
- 1963 : Merlin l'Enchanteur (The Sword in the Stone) : Granny Squirrel / Madam Mim (uncredited) / Scullery Maid (uncredited) (voix)